# Khánh Huyền
Khánh Huyền (sinh năm 1971) là một nữ diễn viên điện ảnh Việt Nam. Cô từng tham gia các bộ phim như Hát giữa chiều mưa (đạo diễn Trần Phương), Nụ tầm xuân, Người nổi tiếng, Vui buồn sau lũy tre và nhiều phim khác.
Khánh Huyền nổi tiếng với hai vai là vai Xoan trong phim Ngọt ngào và man trá năm 1996 và vai Thơm trong phim Người thổi tù và hàng tổng năm 2001.

## Tiểu sử
Khánh Huyền sinh ra trong một gia đình yêu nghệ thuật. Bố cô là giảng viên trường Sân khấu Điện ảnh, từ nhỏ cô đã thích ca hát và tham gia các hoạt động tại Câu lạc bộ "Họa mi" cung thiếu nhi Hà Nội cùng với những ca sĩ tên tuổi khác như Thanh Lam, Hồng Nhung. Năm 1990, Khánh Huyền tốt nghiệp lớp diễn viên khóa đầu tiên tại Nhà hát Tuổi trẻ và trở thành diễn viên chính thức của nhà hát.
Khánh Huyền đã trải qua rất nhiều sóng gió của cuộc đời riêng, và cô đã tiếp tục trở lại nghiệp diễn. Cô vẫn là gương mặt nhận được nhiều sự yêu mến của khán giả màn ảnh nhỏ. Sau khi cuộc hôn nhân đầu tiên đổ vỡ, Khánh Huyền rời Hà Nội và quyết định Nam tiến. Trải qua bốn năm, nữ diễn viên xinh đẹp đã vượt qua nỗi đau và có một cuộc hôn nhân mới hạnh phúc với cô con gái nhỏ Trang Nghi và hai người con riêng: con gái Khánh Vy và con trai Minh Quân. Chồng của Khánh Huyền là một người đàn ông từng trải, làm việc trong ngành Bưu chính viễn thông.
Vào tháng 11 năm 2022, Diễn viên Khánh Huyền thành lập blog làm đẹp mang tên Trắng Hồng Tự Tin, đây là blog diễn viên chia sẻ các kinh nghiệm làm đẹp mà cô đã áp dụng từ lúc trẻ đến bây giờ. 

## Phim đã tham gia

### Phim truyền hình
| Năm  | Phim đã tham gia                 | Vai diễn                   |
| ---- | -------------------------------- | -------------------------- |
| 1990 | Hát giữa chiều mưa               | Cô học sinh học thanh nhạc |
| 1991 | Người sót lại của rừng cười      | Nhạn                       |
| 1991 | Giông tố                         | Tuyết                      |
| 1992 | Chuyện tình Mỵ Châu              | Tiểu thơ Thiên Hương       |
| 1995 | Vui buồn sau lũy tre làng        | Kim Thư                    |
| 1996 | Sống mãi với thủ đô              | Trinh                      |
| 1996 | Ngọt ngào và man trá             | Xoan                       |
| 1997 | Lời thì thầm của chiến tranh     | Son                        |
| 1997 | Nụ tầm xuân                      | Phương                     |
| 1998 | Người trên núi                   |                            |
| 2000 | Người nổi tiếng                  | Tâm                        |
| 2001 | Người thổi tù và hàng tổng       | Thơm                       |
| 2001 | Dây neo hạnh phúc                | Lan                        |
| 2001 | Con nhện xanh                    | Bích Diệp                  |
| 2003 | Sự thật                          | Huyền                      |
| 2006 | Bảy ngày và một đời              | Liên                       |
| 2006 | Gió mùa thổi mãi                 | Hồng                       |
| 2009 | Quán kem tình nhân               | bà Mai                     |
| 2010 | Lối rẽ                           | Phương Khanh               |
| 2013 | Đến từ giấc mơ                   | Nina Phạm                  |
| 2014 | Lửa trên băng                    | Mẹ kế Xuân Hảo             |
| 2015 | Bảy lá bài                       | Tám Liên                   |
| 2016 | Bốn cuộc tình, một người đàn ông | Lệ                         |
| 2016 | Thiếu gia nhà nghèo              | Bà Linh                    |
| 2016 | Máu chảy về tim                  | Bà Thuận                   |
| 2016 | Khát vọng xanh                   | Bà Lệ                      |
| 2016 | Mùi đời                          | Bà Dung                    |
| 2017 | Chung cư cảnh sát                | Bà Nhàn                    |
| 2017 | Mẹ hổ dạy con dâu                | Bà Xuân Đào                |
| 2017 | Mỹ nhân Sài thành                | Bà Thảo Vân                |
| 2018 | Biệt đội 12A1                    | Bà Giang                   |
| 2018 | Định mệnh trùng phùng            | Bà Hiền My                 |
| 2018 | Sóng xô lẽ phải                  | Bà Cát                     |
| 2019 | Con gái yêu                      | Bà Mỹ                      |
| 2019 | Đánh cắp giấc mơ                 | Bà Trâm                    |
| 2020 | Gạo nếp gạo tẻ 2                 | Bà Cúc                     |
| 2022 | Vợ Quan                          | Bà Lan                     |
| 2022 | Giấc mơ của mẹ                   | Bà Hồng                    |
| 2023 | Đánh cắp số phận                 | Bà Dung                    |
| 2024 | Bí mật người thừa kế             | Bà Lệ Chi                  |
| 2024 | 7 năm chưa cưới sẽ chia tay      | Bà Lan                     |
| 2025 | Duyên                            | Bà Hà                      |
| 2025 | Gió ngang khoảng trời xanh       | Bà Lý                      |

### Phim điện ảnh
| Năm  | Phim                             | Vai                               | Ghi chú |
| ---- | -------------------------------- | --------------------------------- | ------- |
| 1988 | Những mảnh đời rừng              | Vân                               |         |
| 1988 | Anh và em                        | Mai                               |         |
| 1995 | Cổ tích Việt Nam: Mưu trí đàn bà | Người vợ                          |         |
| 2008 | Hoài vũ trắng                    |                                   |         |
| 2014 | Chàng trai năm ấy                | Mẹ của Đình Phong                 |         |
| 2018 | Tháng năm rực rỡ                 | Mẹ kế của Tuyết Anh               |         |
| 2019 | Yolo - Bạn chỉ sống một lần      | Bà Diệu                           |         |
| 2019 | Mắt biếc                         | Cô của Hà Lan                     |         |
| 2021 | Cậu Vàng                         | Vợ 2 của Bá Kiến                  |         |
| 2022 | Em và Trịnh                      | Mẹ của Trịnh Công Sơn lúc 40 tuổi |         |